# Буды (Могилёвская область)
Бу́ды (бел. Буды) — деревня в составе Паршинского сельсовета Горецкого района Могилёвской области Республики Беларусь.

## Население
- 1999 год — 255 человек
- 2010 год — 202 человека